# Kazimierz Krzanowski
Kazimierz Franciszek Krzanowski (ur. 15 lutego 1871 w Krynopolu, zm. 23 marca 1963 w  Kępnie) – prawnik, działacz Sokoła, radny miejski i burmistrz Jarosławia.

## Życiorys
Urodził się  15 lutego 1871 w Krynopolu (obecnie Ukraina).
Od 1912 roku  zasiadał w Radzie miejskiej w Jarosławiu. Naczelnik Sądu  Grodzkiego w Jarosławiu (1917-1919). Działacz społeczny w Jarosław, członek Polskiej Organizacji Narodowej(1917-1918- zastępca przewodniczącego, 1918-1919- przewodniczący), Rady Przybocznej przy staroście jarosławskim reprezentującym Polską Organizację Narodową (1918-1919),  członek zarządu Towarzystwa Domu Sierot Polskich im. Komitetu Biskupio-Książęcego.  Od 21 listopada 1918 do 20 października 1919 roku burmistrz Jarosławia. Pod konie października 1919 roku został powołany do pracy w Poznaniu. W latach 30 XX wieku notariusz Sądu Apelacyjnego w Poznaniu z siedzibą w Kępnie (województwo wielkopolskie). Zmarł 23 marca 1963 roku w Kępnie, gdzie został pochowany.

## Rodzina
Żonaty z Heleną z Lisowskich (1876-1963).